# Cacopsylla parvipennis
Cacopsylla parvipennis är en insektsart som först beskrevs av Löw 1877.  Cacopsylla parvipennis ingår i släktet Cacopsylla och familjen rundbladloppor. Arten är reproducerande i Sverige. Inga underarter finns listade i Catalogue of Life.